# Зайцева, Галина Лазаревна
Гали́на Ла́заревна За́йцева (12.10.1934— 06.08.2005) — советский и российский педагог-дефектолог, доктор педагогических наук, профессор, исследователь жестового языка, культуры и истории глухих.

## Биография
Галина Лазаревна Зайцева родилась 12 октября в 1934 году в Москве. Отец, Лазарь Абрамович, был инженер-мостостроитель, перебрался в Москву из Витебска, в начале Великой Отечественной войны добровольно ушел на фронт, в 1944 году погиб в Литве. Мать, Софья Ефимовна, музыкант по образованию, одна вырастила двоих детей — старшую дочь Галину и младшего сына Владимира.
Галина посещала женскую гимназию напротив Курского вокзала, училась в школе хорошо, с ранних лет учителя отмечали в ней живой ум и любознательность. После окончания школы поступила на дефектологический факультет Московского государственного педагогического института им. В. И. Ленина. В 1956 г. окончила институт по специальности учителя русского языка и литературы. Затем Галина Лазаревна начала работать в Люблинской школе для глухих детей. Сначала воспитателем, затем преподавала русский язык и литературу.
В 1966 году Г. Л. Зайцева поступила в аспирантуру НИИ дефектологии АПН СССР (научный руководитель Н. Ф. Слезина), где три года спустя защитила диссертацию «Выражение пространственных отношений в мимико-жестикуляторной речи глухих». Тридцать лет своей жизни Г. Л. Зайцева проработала научным сотрудником в НИИ дефектологии (сейчас — ИКП РАО), где работает вплоть до 1993 года. Жаркие дискуссии в научно-педагогических кругах вызвало докторское исследование Г. Л. Зайцевой «Жестовая речь в системе обучения и воспитания взрослых глухих», но в 1988 году защита работы произошла успешно.
В 1991 г. проходила стажировку в Англии в Центре изучения глухоты Бристольского университета, где изучает билингвистический подход к образованию глухих и участвует в совместном проекте по разработке программ преподавания русского жестового языка слышащим людям. В 1992 году Г. Л. Зайцева создает первую в России Билингвистическую гимназию для глухих и слабослышащих детей на базе московской школе глухих № 65. Особенность гимназии состоит в том, что преподавательская работа ведется совместно слышащими и глухими педагогами. Первый выпуск гимназистов состоялся в 1998 году.
С 1993 года Г. Л. Зайцева стала преподавать на Факультете специальной педагогики и специальной психологии МГПУ в качестве штатного профессора дисциплины «История сурдопедагогики», «Вербальные и невербальные методы коммуникации», «Социолингвистика». Она же впервые в России организовала при этом университете подготовку преподавателей жестового языка.
Г. Л. Зайцева отстаивала концепцию билингвизма в области образования глухих детей, она впервые в истории Российской педагогики заговорила о необходимости глухих педагогов участвовать в воспитании и обучении глухих, праве глухих людей быть исследователями в области жестового языка и психолингвистики. Она активно участвовала в организации международных конференций и семинаров по билингвистическому обучению глухих в странах СНГ, в частности России. Г. Л. Зайцева была удостоена чести стать экспертом Международной федерации глухих.
На её счету 80 научных работ по проблемам жестового языка, обучения глухих, культуре и истории глухих. Она автор знаменитой книги «Дактилология и жестовая речь» (вышла в 1992 г., была переиздана в 2000 г.).
До конца своих дней (6 августа 2005 г) Г. Л. Зайцева продолжала активно работать.

## Научные взгляды
Зайцева Галина Лазаревна на протяжении многих лет занималась практическими исследованиями жестового языка и педагогики глухих, её творческая биография складывалась не всегда гладко, однако именно ей удалось положить начало коренным изменениям отношения к русскому жестовому языку и совершить значительный сдвиг в области российской педагогики глухих (сурдопедагогике). Многие специалисты стран бывшего СССР и восточно-европейские страны пост-советского пространства используют её методические наработки.
Зайцева Галина Лазаревна говорила и писала о том, что жестовый язык глухих — богатая коммуникативная система, которая вполне и по праву заслуживает уважительного отношения, как и любой другой (допустим, национальный) язык. Жестовый язык обладает собственной грамматикой, лексикой и историей развития, в нём так же складываются пословицы и поговорки, существуют диалекты.
Зайцева Г. Л. условно разделила русский жестовый язык на собственно жестовый, носителями которого являются глухие люди, с детства общавшиеся на этом языке в семье (русский жестовый язык — РЖЯ) и калькирующий жестовый язык (КЖЯ). Калькирующий жестовый — дословное переложение русского устного языка на жесты, который используется в официальных средствах массовой информации (сурдоперевод). КЖЯ так же может использоваться глухими людьми в общении, но роль его вторична. Между РЖЯ и КЖР существует принципиальная разница. Дактилирование — побуквенная передача слов при помощи дактиля — ручной азбуки глухих — используется для обозначения неизвестных имен собственных или новых понятий реалий.
Зайцева Г. Л. предлагает иначе взглянуть на процесс формирования речи глухого ребёнка — для него жестовый язык — естественная форма коммуникации, это его родной язык, который он усваивает в семье (при наличии глухих родителей), он позволяет полноценно общаться и усваивать реалии этого мира. Зайцева настраивала на необходимости ввести билингвистическое обучение в школах глухих детей — где РЖЯ выступал бы одним из языков обучения, наряду с русской речью слышащих. Однако, широкие взгляды не мешали ей активно интересоваться другими подходами и поддерживать исследования, альтернативные билингвизму.
Зайцева Г. Л. занималась изучением лексики жестового языка, в том числе синонимии и безэквалентной лексики, разработкой программ обучения для неслышащих детей, включая дошкольные программы. Активно участвует в международных конференциях и конгрессах, посвященных проблемам изучения ЖЯ и образования глухих.
Зайцева Галина Лазаревна внесла неоценимый вклад в исследования русского жестового языка и образовательных систем. Её именем назван «Центр образования глухих и жестового языка» (Россия, Москва), созданный и возглавляемый её другом и коллегой А. А. Комаровой.

## Публикации
- Жестовая речь. Дефектология: учебник для вузов. — М.: Гуманитарный издательский центр ВЛАДОС, 2000, 2004.
- Словесно-жестовое двуязычие глухих. // Дефектология, 1992 № 4.
- Система жестового общения глухих. // Язык в океане языков, — Новосибирск: Хронограф, 1993.
- Диалог с Л. С. Выгодским о проблемах современной сурдопедагогики. // Дефектология, 1998, № 2.
- Педагогическая система «Билингвистическое обучение глухих». // Московский педагогические чтения: актуальные проблемы специальной педагогики и специальной психологии. М., 1999.
- Библиографический указатель трудов Г. Л. Зайцевой  Архивная копия от 11 июня 2020 на Wayback Machine